# Voetbalinterland Kameroen - Thailand
De nationale teams van Kameroen en Thailand speelden tot op heden een keer tegen elkaar: een vriendschappelijk duel op 30 maart 2015 in Nonthaburi.

## Wedstrijden
| № | Plaats     | Datum         | Competitie        | Wedstrijd           | Uitslag |
| - | ---------- | ------------- | ----------------- | ------------------- | ------- |
| 1 | Nonthaburi | 30 maart 2015 | Vriendschappelijk | Thailand – Kameroen | 2 – 3   |

## Samenvatting
| Competitie        | Totaal gespeeld | Winst Kameroen | Gelijk | Winst Thailand | Doelsaldo Kameroen – Thailand |
| ----------------- | --------------- | -------------- | ------ | -------------- | ----------------------------- |
| Vriendschappelijk | 1               | 1              | 0      | 0              | 3 − 2                         |
| Totaal            | 1               | 1              | 0      | 0              | 3 − 2                         |

FCF · A-internationals · Selecties · Bondscoaches · Statistieken · Kameroens vrouwenelftal · Kameroen U21 · Kameroen U20 · Kameroen U19 · Kameroen U18 · Kameroen U17
1960 – 1969 · 
1970 – 1979 · 
1980 – 1989 · 
1990 – 1999 · 
2000 – 2009 · 
2010 – 2019 ·
2020 − 2029
CC 2001 · 
CC 2003
WK 1982 · 
WK 1990 · 
WK 1994 · 
WK 1998 · 
WK 2002 · 
WK 2010 · 
WK 2014 ·
WK 2022
OS 1984 · 
OS 2000 · 
OS 2008
1961 · 
1960 · 
1961 · 
1962 · 
1963 · 
1964 · 
1965 · 
1966 · 
1967 · 
1968 · 
1969 · 
1970 · 
1971 · 
1972 · 
1973 · 
1974 · 
1975 · 
1976 · 
1977 · 
1978 · 
1979 · 
1980 · 
1981 · 
1982 · 
1983 · 
1984 · 
1985 · 
1986 · 
1987 · 
1988 · 
1989 · 
1990 · 
1991 · 
1992 · 
1993 · 
1994 · 
1995 · 
1996 · 
1997 · 
1998 · 
1999 · 
2000 · 
2001 · 
2002 · 
2003 · 
2004 · 
2005 · 
2006 · 
2007 · 
2008 · 
2009 · 
2010 · 
2011 · 
2012 · 
2013 ·
2014 ·
2015 ·
2016 ·
2017 ·
2018 ·
2019 ·
2020 ·
2021 ·
2022
Albanië ·
Algerije ·
Angola ·
Argentinië ·
Australië ·
Benin ·
Bolivia ·
Brazilië ·
Bulgarije ·
Burkina Faso ·
Burundi ·
Canada ·
Centraal-Afrikaanse Republiek ·
Chili ·
Colombia ·
Comoren ·
Congo-Brazzaville ·
Congo-Kinshasa ·
Costa Rica ·
Cuba ·
Denemarken ·
Duitsland ·
Egypte ·
Engeland ·
Equatoriaal-Guinea ·
Eritrea ·
Ethiopië ·
Finland ·
Frankrijk ·
Gabon ·
Gambia ·
Georgië ·
Ghana ·
Griekenland ·
Guinee ·
Guinee-Bissau ·
Ierland ·
India ·
Indonesië ·
Iran ·
Italië ·
Ivoorkust ·
Jamaica ·
Japan ·
Kaapverdië ·
Kenia ·
Koeweit ·
Kroatië ·
Lesotho ·
Liberia ·
Libië ·
Luxemburg ·
Madagaskar ·
Malawi ·
Mali ·
Marokko ·
Mauritanië ·
Mauritius ·
Mexico ·
Moldavië · 
Mozambique ·
Namibië ·
Nederland ·
Niger ·
Nigeria ·
Noord-Macedonië ·
Noorwegen ·
Oeganda ·
Oekraïne ·
Oezbekistan ·
Oostenrijk ·
Panama ·
Paraguay ·
Peru ·
Polen ·
Portugal ·
Roemenië ·
Rusland ·
Rwanda ·
Saoedi-Arabië ·
Sao Tomé en Principe ·
Senegal ·
Servië ·
Sierra Leone ·
Slowakije ·
Soedan ·
Somalië ·
Sovjet-Unie ·
Swaziland ·
Tanzania ·
Thailand · 
Togo ·
Tsjaad ·
Tunesië ·
Turkije ·
Verenigde Staten ·
Zambia ·
Zimbabwe ·
Zuid-Afrika ·
Zuid-Korea ·
Zuid-Soedan ·
Zweden ·
Zwitserland
Brazilië (2014) · 
Brazilië (2022) · 
Denemarken (2010) · 
Egypte (2017) ·
Frankrijk (2003) · 
Italië (1982) · 
Japan (2010) · 
Kroatië (2014) · 
Mexico (2014) ·
Nederland (2010) · 
Peru (1982) · 
Polen (1982) · 
Servië (2022)
FAT · A-internationals · Bondscoaches · Statistieken · Thais vrouwenelftal · Thailand U21 · Thailand U20 · Thailand U19 · Thailand U18 · Thailand U17
1950 – 1959 · 
1960 – 1969 · 
1970 – 1979 · 
1980 – 1989 · 
1990 – 1999 · 
2000 – 2009 · 
2010 – 2019 ·
2020 − 2029
Asian Cup 1972 ·
Asian Cup 1992 · 
Asian Cup 1996 · 
Asian Cup 2000 · 
Asian Cup 2004 · 
Asian Cup 2007
OS 1956 · 
OS 1968
1956 · 
1957 · 
1958 · 
1959 · 
1960 · 
1961 · 
1962 · 
1963 · 
1964 · 
1965 · 
1966 · 
1967 · 
1968 · 
1969 · 
1970 · 
1971 · 
1972 · 
1973 · 
1974 · 
1975 · 
1976 · 
1977 · 
1978 · 
1979 · 
1980 · 
1981 · 
1982 · 
1983 · 
1984 · 
1985 · 
1986 · 
1987 · 
1988 · 
1989 · 
1990 · 
1991 · 
1992 · 
1993 · 
1994 · 
1995 · 
1996 · 
1997 · 
1998 · 
1999 · 
2000 · 
2001 · 
2002 · 
2003 · 
2004 · 
2005 · 
2006 · 
2007 · 
2008 · 
2009 · 
2010 · 
2011 · 
2012 · 
2013 ·
2014 ·
2015 ·
2016 ·
2017 ·
2018 ·
2019 ·
2020 ·
2021 ·
2022 ·
2023
Afghanistan ·
Australië ·
Bahrein ·
Bangladesh ·
Bhutan ·
Brazilië ·
Brunei ·
Bulgarije ·
Cambodja ·
China ·
Congo-Brazzaville ·
Denemarken ·
Duitsland ·
Egypte ·
Estland ·
Faeröer ·
Filipijnen ·
Finland ·
Gabon ·
Georgië ·
Ghana ·
Hongkong ·
India ·
Indonesië ·
Irak ·
Iran ·
Israël ·
Japan ·
Jemen ·
Jordanië ·
Kameroen · 
Kazachstan ·
Kenia ·
Kirgizië ·
Koeweit ·
Laos ·
Letland ·
Libanon ·
Liberia ·
Libië ·
Liechtenstein ·
Luxemburg ·
Macau ·
Malediven ·
Maleisië ·
Malta ·
Marokko ·
Myanmar ·
Nederland ·
Nepal ·
Nieuw-Zeeland ·
Nigeria ·
Noord-Ierland ·
Noord-Korea ·
Noorwegen ·
Oezbekistan ·
Oman ·
Oost-Timor ·
Pakistan ·
Palestina ·
Papoea-Nieuw-Guinea ·
Polen ·
Qatar ·
Saoedi-Arabië ·
Singapore ·
Slowakije ·
Sri Lanka ·
Suriname ·
Syrië ·
Taiwan ·
Tadzjikistan ·
Trinidad en Tobago ·
Turkmenistan ·
Uruguay ·
Verenigde Arabische Emiraten ·
Verenigde Staten ·
Vietnam ·
Zuid-Afrika ·
Zuid-Korea ·
Zuid-Vietnam ·
Zweden